# Résolution 50 du Conseil de sécurité des Nations unies
Membres permanents
- Chine
- États-Unis
- France
- Royaume-Uni
- URSS

Membres non permanents
- Argentine
- Belgique
- Canada
- Colombie
- Syrie
- RSS d'Ukraine

Résolution no 49 Résolution no 51
La résolution 50 du Conseil de sécurité des Nations unies  est une résolution du Conseil de sécurité des Nations unies adoptée le 29 mai 1948.
Elle a demandé à tous les gouvernements et les autorités impliquées dans le conflit en Palestine d'ordonner la cessation de tous les actes de force armée pour une durée de quatre semaines, de s'abstenir d'introduire des combattants en Palestine, Égypte, Irak, Liban, Arabie saoudite, Syrie, Transjordanie et Yémen pendant le cessez-le-feu, de s'abstenir d'importer ou d'exporter du matériel de guerre vers ces pays pendant le cessez -le-feu.
La résolution a en outre exhorté tous les gouvernements et les autorités de faire tout en leur pouvoir pour assurer la sécurité des lieux saints de la région ainsi que la ville de Jérusalem et à leur assurer un libre accès. Elle a chargé le Médiateur des Nations unies en Palestine de prendre contact avec toutes les parties concernées de surveiller que la trêve est respectée et lui a offert autant d'observateurs militaires seraient nécessaires pour parvenir à cette fin. La résolution a décidé que si les conditions énoncées dans et résolutions antérieures ont été violées, le Conseil réexaminera la question en vue d'une action en vertu du chapitre VII de la Charte des Nations unies.
La résolution a été adoptée en pièces; aucun vote a eu lieu sur la résolution dans son ensemble.

## Texte
- Résolution 50 sur fr.wikisource.org
- Résolution 50 sur en.wikisource.org